# Iglesia de San Benito (Ringsted)
La iglesia de San Benito (en danés Sankt Bendts Kirke) es un templo luterano en el centro de la ciudad de Ringsted, en la isla de Selandia, Dinamarca. Pertenece a la diócesis de Roskilde de la Iglesia del Pueblo Danés.
Su consagración data de 1170, cuando fue dedicada a San Benito de Nursia, el fundador de la orden benedictina. La iglesia misma formaba parte de un convento benedictino. Es una importante obra de arte del románico de los países nórdicos y funcionó como tumba real hasta el siglo XIV.

## El edificio
Es una iglesia en cruz con una torre central típica del románico. Su construcción, esencialmente románica, fue realizada en ladrillo. Sin embargo, existen remodelaciones más recientes que incorporaron a la iglesia el arte gótico, característica que se aprecia en las nervaduras de la bóveda y en los arcos ojivales de la torre. La combinación de estilos románico y gótico recuerdan a la arquitectura de la catedral de Roskilde. También hay ciertas similitudes con la Iglesia de Nuestra Señora de Kalundborg, que fue consagrada el mismo año que San Benito; al igual que ésta, es una construcción de ladrillo de planta en cruz y torre central, con añadiduras góticas. Hay una teoría acerca de que este estilo de construcción de ladrillo era una moda en Dinamarca y ciertas partes de Alemania.
Como otras iglesias románicas, San Benito posee un gran ábside en la parte oriental y varios ábsides pequeños en las capillas laterales.

## Historia

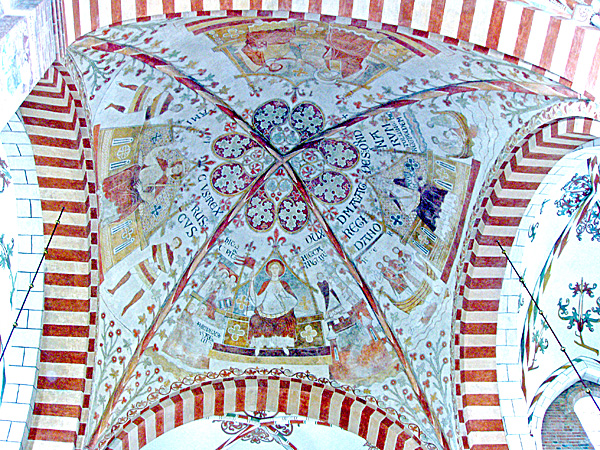
Frescos del en la bóveda.

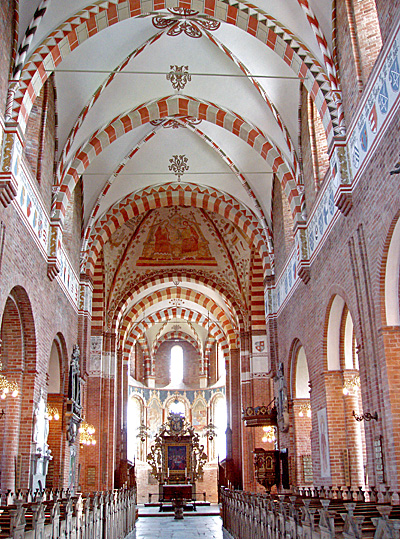
Interior de la nave.

En sus inicios, la iglesia se localizaba en la parte norte del desaparecido convento de San Benito, del que era su templo. Este convento era filial del convento de Odense.
La construcción inició alrededor de 1080, utilizando travertino como material. El rey Valdemar el Grande fue patrocinador del convento y su iglesia. Cuando fue terminado, el templo fue uno de los primeros edificios de ladrillos de la Europa del Norte. Su inauguración fue realizada con una gran festividad, que marcaba también la canonización de Canuto Lavard y la coronación del hijo del rey Valdemar, Canuto VI.

## Tumba real
San Benito fue, hasta la mitad del siglo XIV, el principal sepulcro para los miembros de la familia real danesa.
Entre los personajes sepultados aquí se encuentran:
- Canuto Lavard (1096-1131). Príncipe de Dinamarca y pretendiente al trono.
- Valdemar I (1131-1182). Rey de Dinamarca.
- Sofía de Minsk (fallecida en 1198). Reina consorte de Dinamarca.
- Canuto VI (1163-1201). Rey de Dinamarca.
- Riquilda de Dinamarca (fallecida en 1220). Princesa de Dinamarca y reina consorte de Suecia.
- Valdemar II (1170-1241). Rey de Dinamarca.
- Dagmar de Dinamarca (Margarita de Bohemia) (fallecida en 1213). Reina consorte de Dinamarca.
- Berenguela de Portugal (fallecida en 1221). Reina consorte de Dinamarca.
- Valdemar III. Rey de Dinamarca.
- Canuto de Dinamarca (1205-1260). Príncipe de Dinamarca.
- Erik de Halland (fallecido en 1304). Duque de Halland, hijo del anterior.
- Valdemar de Dinamarca (fallecido de niño en la década de 1250). Príncipe de Dinamarca, hijo de Cristóbal I.
- Erico IV (1249-1286). Rey de Dinamarca.
- Birger I de Suecia (1280-1321). Rey de Suecia.
- Marta de Dinamarca (1277-1341). Princesa de Dinamarca y reina consorte de Suecia.
- Erico VI (1274-1319). Rey de Dinamarca.
- Agnes de Brandeburgo (1257-1304). Reina consorte de Dinamarca.
- Ingeborg de Suecia (fallecida en 1319). Reina consorte de Dinamarca.
- Erik de Dinamarca (1307-1332). Príncipe de Dinamarca.